# 장목황후
장목황후 곽씨(章穆皇后 郭氏, 975년 ~ 1007년 5월 10일(음력 4월 15일))는 북송 진종(眞宗)의 황후이다.

## 생애
태원(太原) 출신이며, 곽수문(郭守文)의 둘째딸이다. 993년(순화 4년), 태종의 3남인 양왕(襄王, 진종)과 혼인하여 노국부인(魯國夫人)에 봉해졌다가 얼마지나지 않아 진국부인(秦國夫人)으로 봉해졌다.
995년(지도 원년) 후에 도헌태자(悼獻太子) 조현우(趙玄祐)를 낳았으며, 997년(지도 3년), 진종이 즉위하자 황후로 책봉되었다. 1007년(경덕 4년), 진종을 따라 서경을 순행하다가 환궁후에 병을 얻어 사망하였다. 진종은 곽황후의 죽음을 매우 비통해하며 장목(莊穆)의 시호를 내리고 영희릉 서북쪽에 매장하였다. 진종은 곽씨 일가에 벼슬을 제수하고 곽황후의 어머니인 양씨를 내국태부인으로 봉호를 더하였다.
인종대에 진종의 태묘에 합사되었으며 1044년 시호가 장목(章穆)으로 개칭되었다.

## 가족 관계

### 부모
- 부 : 팽충무왕(彭忠武王) 곽수문(郭守文)
- 모 : 내국태부인(萊國太夫人) 양씨(梁氏)

### 남편
- 진종(眞宗, 968년 ~ 1022년) : 북송의 제3대 황제

### 자녀
- 도헌황태자(悼獻皇太子) 조현우(趙玄祐, 995년 ~ 1003년)